# Rio Isar
O Isar é um rio no Tirol (Áustria) e Baviera (Alemanha). É um afluente do rio Danúbio e tem 291,5 km de extensão. O nome Isar parece derivar da palavra Céltica Isaria (significando torrencial).
A nascente situa-se perto da fronteira austro-alemã na "Karwendel" (uma parte dos Alpes), no Tirol. Atravessa a fronteira e corre em direção ao norte, diretamente por Munique (a capital da Baviera) e depois, a noroeste, em Deggendorf, onde encontra por fim o Danúbio.
Cidades nas margens do rio Isar incluem: Bad Tölz, Wolfratshausen, Munique, Frisinga, Moosburg, Landshut, Dingolfing, Landau e Plattling.

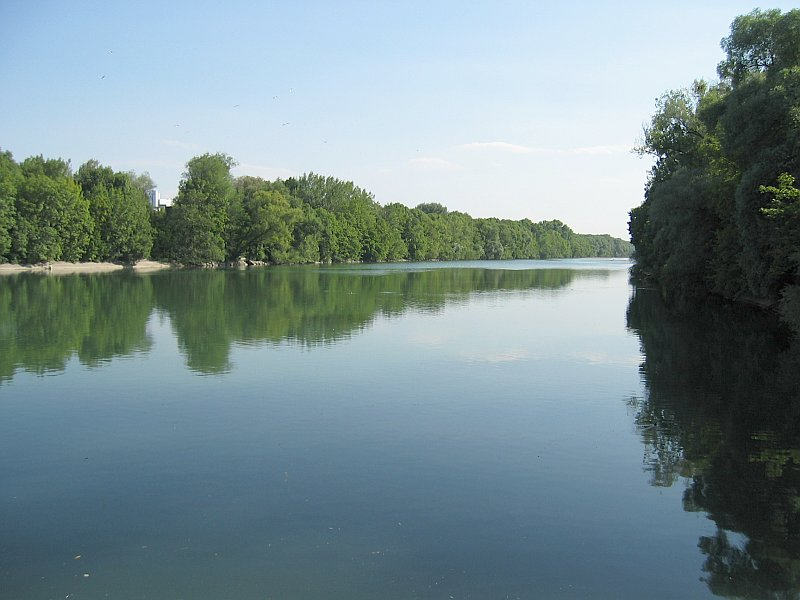
Rio Isar em Munique.